# Distretto di Faridkot
Il distretto di Faridkot è un distretto del Punjab, in India, di 552 466 abitanti. È situato nella divisione di Faridkot e il suo capoluogo è Faridkot.